# 缩水式通货膨胀
在经济学中，缩水式通货膨胀（shrinkflation），也称为食品杂货缩小射线槍、通货紧缩或包装缩小（package downsizing ， weight-out），指物品尺寸縮小或数量減少，甚至有时重新配制或降低质量，而价格保持不变 。其英文shrinkflation是「收缩」（shrink）和「通货膨胀」（inflation）这两个词的合成词。经济学家皮帕·马尔姆格伦（Pippa Malmgren）首次使用了shrinkflation一词及其当前含义，尽管历史学家布赖恩·多米特罗维奇（Brian Domitrovic）早些时候曾使用该术语来指代经济萎缩同时遭受高通胀的情况。
经济学家巴拉克·奥尔巴赫认为，竞争通常会导致缩水式通货膨胀（通脹）：“当供应冲击或其他因素导致生产成本上涨时，企业必须转嫁成本以维持盈利能力。然而，在竞争激烈的市场中，直接提价是有风险的。於是，企业往往会选择通过缩減规模来间接提价。” 
宏观经济学家维韦克·穆迪（Vivek Moorthy）很早就记录并分析了通胀的收缩效应，但没有明确使用“缩水式通胀”一词。
缩水式通胀讓公司通过降低成本同时保持销量来提高营业利润和盈利能力，并且通常被用作在通胀下提价的替代方案。 消费者保护组织对这种做法持批评态度。

## 定义
缩水性通胀是指一件包装产品的价格保持不变，但由于商品的重量或尺寸减少，导致每個重量或体积單位的价格水平上升。这有时不会影响通胀指标，例如消费者价格指数或零售价格指数，即一篮子零售商品和服务的成本，可能不会增加。但如价格水平指标与产品的体积或重量单位相关，收缩式通胀会影响相關通胀数据。

## 消费者影响
消费者权益倡导者对縮水式通胀持批评态度，因为它具有“隐形”降低产品价值的效果。 由於包装尺寸縮水十分微小，普通消费者未必察觉得到。价格不变意味着消费者不会注意到其更高的单价。这种做法有損消费者做出明智购买选择的能力。研究发现，价格上涨比包装尺寸减小更让消费者望而却步。大眾一般期望供应商和零售商應与客户坦诚相待。企业管理学教授 Ratula Chakraborty 表示，当包装尺寸减少时，他们在法律上有义务通知购物者。企业机构通过“少即是多”的信息转移人们对产品缩小的注意力，例如声称较小份量對健康有益，或较少包装更符合环保原則。
2019年，英国国家统计局发现2015年9月至2017年6月期间，有206种产品尺寸缩小，79种尺寸增加。大多数有尺寸变化的产品是食品。2016年，估计在样本中 1% 至 2.1% 的食品尺寸缩小，而 0.3% 至 0.7% 的尺寸变大。产品尺寸改变时，价格大多維持不變，这与某些产品正在经历“收缩式膨胀”的想法是一致的。 

## 參閱
- 購買力
- 通货紧缩
- 过度包装
- 消费者保护